# Pittige tijden
Pittige Tijden was een persiflageserie op de soap Goede tijden, slechte tijden. De serie werd gemaakt door Irene Moors en Carlo Boszhard als onderdeel van het kinderprogramma Telekids.

## Ontstaan
Boszhard was rond 1990 een van de presentatoren van het jongerenprogramma Pauze TV. Voor dit programma speelde hij destijds mee in eenzelfde soort persiflage, genaamd Matige Tijden. Deze serie wordt veelal als voorloper van Pittige Tijden gezien, dat tussen 1996 en 1999 wekelijks uitgezonden werd. In totaal zijn er van de serie 99 afleveringen gemaakt. De titelsong stond in 1997 in de Nederlandse Top 40 genoteerd.

## Opbouw van de serie
Boszhard en Moors namen zelf de hoofdrollen voor hun rekening. Deze rollen waren karikaturen van een aantal Goede tijden, slechte tijden-personages, waaronder Arnie, Rik, Linda, Meta, Jessica en Robert. Elk personage had een eigen standaardoutfit, droeg een pruik, had standaardzinnetjes en droeg een naambordje met de naam van het personage erop. Meta en Jessica zeiden bijvoorbeeld iedere aflevering respectievelijk: Ik ben Meta maar ik ben eigenlijk een man, en Wat een toestand!. Bijrolletjes werden verzorgd door de Vraag-Maar-Raak-Gast. Dit waren meestal bekende Nederlanders, waarvan regelmatig acteurs die zelf in Goede tijden, slechte tijden speelden. Er deden echter ook buitenlandse gasten mee. Eén keer is de inmiddels overleden Iers/Amerikaanse actrice Darlene Conley langsgekomen in de rol van Sally Spectra die zij speelde in The Bold and the Beautiful. Ook de popster Peter André had in één aflevering een gastrol.
De verhaallijn bestond uit dezelfde soort situaties als in Goede tijden, slechte tijden, maar dan erg over de top. Verder werden actuele nieuwsfeiten in de serie verwerkt. Zo was te zien hoe Edsilia Rombley en Marlayne Sahupala meededen aan het songfestival. Ondanks dat het programma inmiddels al jaren gestopt is blijft de populariteit van Pittige tijden groot.

### Rolverdeling
De rollen die in het programma voorkwamen waren allemaal gebaseerd op de gelijknamige personages in Goede tijden, slechte tijden, hun eigenschappen werden echter uitvergroot. Boszhard speelde de mannelijke rollen Arnie, Robert, Ludo, Rik en Jef en daarnaast twee vrouwelijke rollen namelijk Meta en Sally Spectra. Moors speelde de rollen Linda, Roos, Jessica, Laura en Kim.

### De Peerenboom
Het stamcafé van Pittige Tijden heette De Peerenboom, vernoemd naar De Rozenboom uit Goede tijden, slechte tijden. Hier werden veel scènes opgenomen. Vaak zat er ook een wat muffige man aan een tafeltje; de opnameleider vervulde deze figurantenrol.

## Afleveringen
| S. | Afl. | Gast                                                          | Uitzenddatum      | Op dvd | Opmerkingen |
| -- | ---- | ------------------------------------------------------------- | ----------------- | ------ | --- |
| 1  | 1    | Wik Jongsma                                                   | 7 september 1996  | 1      | |
| 1  | 2    | Cindy Pielstroom                                              | 14 september 1996 | -      | Deze aflevering is later ingekort op VHS uitgebracht, zonder de opkomst van Cindy Pielstroom. Mogelijk gaf ze, zoals later bij de dvd-uitgave gebeurde, geen toestemming om op de VHS te verschijnen. |
| 1  | 3    | René Mioch                                                    | 21 september 1996 | -      | |
| 1  | 4    | Chiel van Praag                                               | 28 september 1996 | -      | In deze aflevering maakt Sally Spectra voor het eerst haar opwachting, vertolkt door Carlo. Deze aflevering is later ingekort op VHS uitgebracht, zonder de opkomst van Chiel van Praag. Mogelijk gaf hij, zoals later bij de dvd-uitgave gebeurde, geen toestemming om op de VHS te verschijnen. Hierdoor werd ook het stuk met Sally Spectra uit de VHS-uitgave noodgedwongen weggelaten. |
| 1  | 5    | Sabine Koning                                                 | 5 oktober 1996    | 1      | In deze aflevering maakt Rik voor het eerst zijn opwachting. |
| 1  | 6    | Jeroen van der Boom                                           | 12 oktober 1996   | 1      | |
| 1  | 7    | John Bernard                                                  | 19 oktober 1996   | -      | |
| 1  | 8    | Winston Gerschtanowitz                                        | 26 oktober 1996   | 1      | In het archief van RTL Nederland is deze uitzending niet volledig bewaard, en begint de opnameband na de telekids-commercialbreak plots midden in een scène. Op de dvd begint de aflevering iets later na waar deze opname inspringt, dus aangenomen wordt dat deze aflevering niet geheel bewaard gebleven is. |
| 1  | 9    | Fabienne de Vries                                             | 2 november 1996   | 1      | Bij de uitzending van deze Pittige tijden (en bijbehorende Telekids-aflevering) werd een reportage achter de schermen opgenomen. |
| 1  | 10   | Nico Zwinkels en Rob Verlinden                                | 9 november 1996   | 1      | |
| 1  | 11   | Peter André                                                   | 16 november 1996  | -      | Deze aflevering mocht niet op dvd worden geplaatst, wegens weigering van toestemming door Peter André. Als tegenactie hierop werd uit deze uitzending het complete stuk met André in de '10 jaar Telekids'-special opgenomen, die zowel in 2009 als 2014 op RTL 4 werd uitgezonden. |
| 1  | 12   | Gregor Bak                                                    | 23 november 1996  | 1      | Op dvd 1 staat een fragment onder 'Pittige Liedjes'. In deze uitzending maakt Sally Spectra voor de tweede keer haar opwachting. |
| 1  | 13   | Leontine Ruiters (met Guus Meeuwis)                           | 30 november 1996  | 1      | Op dvd 1 staat een fragment onder 'Pittige Scenes'. Leontine Ruiters was deze aflevering van Telekids de Vraag-Maar-Raak-gast terwijl Guus Meeuwis eigenlijk alleen kwam optreden met zijn band Vagant. Hij werd toch gevraagd om naast Leontine deel te nemen aan deze aflevering, vooral om zo door middel van enkele dubbelrollen de aflevering wat origineler te maken. |
| 1  | 14   | Matthias Scholten                                             | 7 december 1996   | -      | |
| 1  | 15   | Angela Schijf en Cas Jansen                                   | 14 december 1996  | -      | |
| 1  | 16   | Joke de Kruijf                                                | 21 december 1996  | -      | |
| 1  | 17   | Peter Timofeeff                                               | 28 december 1996  | 1      | |
| 1  | 18   | Erik Hulzebosch                                               | 25 januari 1997   | -      | |
| 1  | 19   | Gerard Joling                                                 | 1 februari 1997   | -      | De uitzendband van deze aflevering is zoek. Het is onbekend of deze uitzending op dvd was verschenen als de uitzendband wel beschikbaar was. |
| 1  | 20   | Hans Kraay jr.                                                | 8 februari 1997   | -      | |
| 1  | 21   | Linda Wagenmakers                                             | 15 februari 1997  | 1      | |
| 1  | 22   | B.E.D.                                                        | 22 februari 1997  | -      | |
| 1  | 23   | Jan Vayne                                                     | 1 maart 1997      | -      | |
| 1  | 24   | Daphne Deckers                                                | 8 maart 1997      | -      | |
| 1  | 25   | Mrs. Einstein                                                 | 15 maart 1997     | 1      | |
| 1  | 26   | Patty Brard                                                   | 22 maart 1997     | 1      | |
| 1  | 27   | Gordon                                                        | 29 maart 1997     | 1      | |
| 1  | 28   | Ingeborg Wieten en Claude De Burie                            | 5 april 1997      | 1      | |
| 1  | 29   | Ray Slijngaard                                                | 12 april 1997     | 1      | Op dvd staat een fragment onder 'Pittige Scènes'. |
| 1  | 30   | Ruth Jacott                                                   | 19 april 1997     | 1      | Op dvd 1 staan een aantal fragmenten van deze aflevering afgewisseld door fragmenten van de repetitie. |
| 1  | 31   | Antonie Kamerling                                             | 26 april 1997     | 1      | Op dvd staat een fragment onder 'Pittige Scènes'. |
| 1  | 32   | Jimmy Geduld                                                  | 3 mei 1997        | -      | |
| 1  | 33   | Katja Schuurman                                               | 10 mei 1997       | 1      | |
| 1  | 34   | René Froger                                                   | 17 mei 1997       | 1      | |
| 2  | 35   | Cas Jansen                                                    | 13 september 1997 | 1      | Op dvd 1 staat een fragment onder 'Pittige Liedjes'. |
| 2  | 36   | Sylvia Millecam                                               | 20 september 1997 | 1      | |
| 2  | 37   | Ron Boszhard                                                  | 27 september 1997 | 2      | Op dvd 2 staat een fragment onder 'Pittige Liedjes'. |
| 2  | 38   | Willeke Alberti                                               | 4 oktober 1997    | 2      | |
| 2  | 39   | Victor Reinier                                                | 11 oktober 1997   | -      | |
| 2  | 40   | Nance                                                         | 18 oktober 1997   | 2      | |
| 2  | 41   | Paul de Leeuw                                                 | 25 oktober 1997   | 2      | |
| 2  | 42   | Ferri Somogyi                                                 | 1 november 1997   | 2      | |
| 2  | 43   | Georgina Verbaan                                              | 8 november 1997   | 2      | Op dvd 2 staat een fragment onder 'Pittige Liedjes'. |
| 2  | 44   | 4 Fun                                                         | 15 november 1997  | 2      | |
| 2  | 45   | Henny Huisman                                                 | 22 november 1997  | 2      | |
| 2  | 46   | Jantje Smit                                                   | 29 november 1997  | 2      | |
| 2  | 47   | Jochem van Gelder                                             | 13 december 1997  | -      | |
| 2  | 48   | Henk van der Meyden                                           | 10 januari 1998   | 2      | |
| 2  | 49   | Maya Eksteen                                                  | 17 januari 1998   | -      | Deze aflevering mocht niet op dvd worden geplaatst, wegens weigering van toestemming door Maya Eksteen. Al in 2000 werd een herhaling van 'Laat ze maar lachen', waarin een fragment uit deze aflevering te zien was, aangepast zodat dit fragment niet te zien was. Opvallend is dat RTL deze aflevering wel op het Youtube-kanaal van Pittige tijden heeft gepubliceerd. |
| 2  | 50   | Robert ten Brink                                              | 24 januari 1998   | 2      | Op dvd 2 staat een fragment onder 'Pittige Liedjes'. |
| 2  | 51   | Irene van de Laar                                             | 31 januari 1998   | -      | |
| 2  | 52   | Guus Meeuwis                                                  | 7 februari 1998   | 2      | |
| 2  | 53   | Bart de Graaff                                                | 14 februari 1998  | 2      | |
| 2  | 54   | Guusje Nederhorst                                             | 21 februari 1998  | 3      | Op dvd staat een fragment onder 'Pittige Scènes'. |
| 2  | 55   | Rolf Wouters                                                  | 28 februari 1998  | 3      | Op dvd staat een fragment onder 'Pittige Scènes'. |
| 2  | 56   | Frans Bauer                                                   | 7 maart 1998      | 3      | Bij herhaling op tv werd het optreden van Rik en Jessica als Frans Bauer en Marianne Weber met 'De regenboog' veelal volledig geskipt, op de dvd is het iets ingekort en zijn de kleuren wat aangepast. |
| 2  | 57   | Tanja Jess                                                    | 14 maart 1998     | 3      | |
| 2  | 58   | 4 Fun                                                         | 21 maart 1998     | 3      | |
| 2  | 59   | Gijs Staverman (met Angela Groothuizen en Paul Schotel)       | 28 maart 1998     | 3      | Op dvd staat een fragment onder 'Pittige Scènes'. Angela Groothuizen kwam in de aflevering langs naar aanleiding van een actie voor Amnesty International waar zij zich op dat moment mee bezighield. Paul Schotel (de vertolker van Meta in Goede tijden, slechte tijden) en een deelnemer van het Veronica-programma Make My Day maakten in deze aflevering eveneens hun opwachting. |
| 2  | 60   | Paul Schotel alias 'De echte Meta'                            | 4 april 1998      | 3      | Op dvd staat een fragment onder 'Pittige Scènes'. Deze in twee delen uitgezonden aflevering was onderdeel van een speciale eerder opgenomen uitzending van Telekids, zonder Vraag-Maar-Raak-gast. Door de dubbele 1500e aflevering van Goede tijden, slechte tijden (destijds de avond voor deze aflevering uitgezonden op RTL 4) kon een complete herhaling van deze niet zoals gewoonlijk op de maandagochtend erna plaatsvinden. De herhaling van aflevering 1500 deel 1 werd daarom verschoven naar zaterdagochtend, tijdens Telekids, waar men in Pittige tijden een aflevering en verhaal om heen bouwde. Na de herhaling van aflevering 1500 deel 1 ging Pittige tijden en daarmee ook de speciale uitzending van Telekids weer verder. |
| 2  | 61   | Diana Sno                                                     | 11 april 1998     | 3      | |
| 2  | 62   | André van Duin                                                | 18 april 1998     | 3      | |
| 2  | 63   | Edsilia Rombley                                               | 25 april 1998     | 3      | |
| 2  | 64   | Caroline Tensen                                               | 2 mei 1998        | 3      | |
| 2  | 65   | Trijntje Oosterhuis                                           | 9 mei 1998        | 3      | |
| 2  | 66   | Darlene Conley                                                | 16 mei 1998       | 3      | De twijfel bestond bij Boszhard en Moors dat deze uitzending, na het overlijden van Conley, niet op dvd mocht worden geplaatst, voornamelijk door de chaotische aard van de aflevering. De erven van Conley keurden het echter goed en zo verscheen deze aflevering integraal op dvd. |
| 3  | 67   | Jeroen Post                                                   | 5 september 1998  | -      | |
| 3  | 68   | Karin Bloemen                                                 | 12 september 1998 | 3      | Op dvd staat een fragment (in de gevangenis) onder 'Pittige Scènes'. |
| 3  | 69   | Jeroen Stam                                                   | 19 september 1998 | -      | |
| 3  | 70   | Roméo                                                         | 3 oktober 1998    | -      | |
| 3  | 71   | Hans Klok                                                     | 10 oktober 1998   | 3      | |
| 3  | 72   | Daniëlle Overgaag                                             | 17 oktober 1998   | -      | |
| 3  | 73   | 2 Brothers on the 4th Floor                                   | 31 oktober 1998   | -      | |
| 3  | 74   | Catherine Keyl                                                | 7 november 1998   | 3      | |
| 3  | 75   | Emile Ratelband                                               | 21 november 1998  | 3      | |
| 3  | 76   | Tony Neef                                                     | 28 november 1998  | 3      | |
| 3  | 77   | Lucille Werner                                                | 9 januari 1999    | 4      | |
| 3  | 78   | Angela Schijf                                                 | 16 januari 1999   | 4      | |
| 3  | 79   | Sugar Lee Hooper                                              | 23 januari 1999   | 4      | |
| 3  | 80   | Danny de Munk                                                 | 30 januari 1999   | 4      | |
| 3  | 81   | Rob de Nijs                                                   | 6 februari 1999   | 4      | |
| 3  | 82   | Philip Ivanov                                                 | 13 februari 1999  | -      | |
| 3  | 83   | Minoesch Jorissen en Beau van Erven Dorens                    | 20 februari 1999  | -      | |
| 3  | 84   | Bassie en Adriaan                                             | 27 februari 1999  | 4      | |
| 3  | 85   | Hans van der Togt                                             | 6 maart 1999      | 4      | |
| 3  | 86   | André Hazes                                                   | 13 maart 1999     | 4      | |
| 3  | 87   | Ilse DeLange                                                  | 20 maart 1999     | -      | |
| 3  | 88   | Tatum Dagelet en Jennifer de Jong                             | 27 maart 1999     | 4      | |
| 3  | 89   | Helmut Lotti                                                  | 3 april 1999      | 4      | Op dvd staat een fragment onder 'Pittige Scènes'. |
| 3  | 90   | Marlayne                                                      | 17 april 1999     | 4      | |
| 3  | 91   | Michiel Varga                                                 | 24 april 1999     | 4      | Op dvd staat een kort fragmentje onder 'Pittige Scènes'. |
| 3  | 92   | Esther Duller en Danny Rook                                   | 1 mei 1999        | -      | |
| 3  | 93   | Fabienne de Vries                                             | 8 mei 1999        | -      | |
| 3  | 94   | Anniko van Santen                                             | 15 mei 1999       | 4      | |
| 3  | 95   | Katja Schuurman                                               | 22 mei 1999       | 4      | |
| 4  | 96   | Tooske Breugem                                                | 11 september 1999 | -      | |
| 4  | 97   | Mireille Bekooij                                              | 18 september 1999 | -      | |
| 4  | 98   | Wilbert Gieske                                                | 25 september 1999 | 4      | Op dvd staat een fragment onder 'Pittige Scènes'. |
| 4  | 99   | Maya Eksteen, Gerard Joling, Nico Zwinkels en Daphny Muriloff | 2 oktober 1999    | 4      | Uitgezonden tijdens de allerlaatste Telekids. Op dvd is de aflevering gehermonteerd; het fragment met Maya Eksteen als "Hete Greet" is, omdat Eksteen niet op de dvd wilde, eruit gehaald. Bij enkele andere beelden met Eksteen in beeld is het shot ingezoomd, zodat ze uiteindelijk buiten het shot valt. |

### Cliffhangers
Ieder seizoen van Pittige Tijden eindigde, net als de meeste soaps met een cliffhanger.

#### Serie 1
In de laatste aflevering van het eerste seizoen stond de bokswedstrijd tussen Rik en Rocky 13 centraal. Daarnaast vertrok Jessica uit Pittige Tijden en wilde Robert de boel laten exploderen door middel van een bom, die hij aan het einde van de aflevering per ongeluk aanzette.

#### Serie 2
Hierin stond de bruiloft van Meta en Sally Spectra centraal. Helaas werd de bruiloft verstoord door een schietpartij, waarbij Sally wordt doodgeschoten.

#### Serie 3
Hierin kreeg Arnie van Katja Schuurman een bom, die alleen kon worden gestopt als ze het goede draadje wisten los te knippen. Nadat Arnie het bruine draadje heeft doorgeknipt, blijft de vraag: Was het het goede draadje?

#### Serie 4
De laatste aflevering, waarin Maya Eksteen, Nico Zwinkels, Gerard Joling en De Buurvrouw hun opwachting maakten. Robert wil een nieuwe vriendin, dus wordt er een vrijgezellen-avond voor hem georganiseerd in de Peerenboom. Daar blijkt al gauw dat Laura zwanger is van Robert, en ze staat op het punt om te bevallen in de Peerenboom.

## Uitgave op video
In 1997 werden twee videobanden uitgegeven, met daarop aflevering 1-15. Een derde en vierde deel werden aangekondigd in het 'Telekids Now!'-maandblad, maar verschenen uiteindelijk niet in deze reeks op video. De hiervoor aan elkaar gemonteerde compilaties werden tijdens de kerst van 1997 in een speciale uitzending van Telekids uitgezonden. Vervolgens werd in 1999, vanwege het einde van Pittige Tijden, een videoband uitgebracht onder de naam "De Ultieme Collectie". Hierop waren hoogtepunten te zien uit de afleveringen 25-66 (Mrs. Einstein tot en met de moord op Sally Spectra).

## Uitgave op dvd
In februari 2006 maakte Irene Moors plannen bekend voor een eventuele uitgave op dvd. Na uitstel vanwege een rechtenkwestie, kwamen de dvd's in het najaar van 2007 op de markt. Op 21 oktober presenteerde Reinout Oerlemans de eerste twee dvd's in het programma Life & Cooking aan Carlo & Irene. Op 24 oktober 2007 lagen deel 1 en 2 in de winkel. Deel 3 was verkrijgbaar vanaf 14 november en op 12 december verscheen het vierde en laatste deel. Op 19 november 2008 verscheen de dvd-box Pittige Tijden: De Complete Collectie met daarin de vier dvd's nu samengebundeld.
Op de dvd's staan in totaal 44 van de 99 afleveringen.

### Pittige tijden deel 1:Wat een toestand!
Op deze dvd staan aflevering met gastrollen van Wik Jongsma, Sabine Koning, Jeroen van der Boom, Winston Gerschtanowitz, Peter Timofeeff, Linda Wagenmakers, Mrs. Einstein, Patty Brard, Gordon, Ingeborg Wieten, Claude de Burie en Katja Schuurman. Ook bevat de dvd een aantal extra's, waaronder een bonusaflevering met Sylvia Millecam.

### Pittige tijden deel 2:Hoe kan dat nou?
Op deze dvd staan aflevering met gastrollen van Willeke Alberti, Nance, Paul de Leeuw, Jimmy Geduld, Ferri Somogyi, Winston Gerschtanowitz, Michiel de Zeeuw, Henny Huisman, Jan(tje) Smit en Henk van der Meijden. Ook bevat de dvd een aantal extra's waaronder een bonusaflevering met Bart de Graaff en de videoclips van Soap, soap, wij willen soap en Motor rijden.

### Pittige tijden deel 3:Het is mij... Robbert!
Op deze dvd staan aflevering met gastrollen van Frans Bauer, André van Duin, Edsilia Rombley, Caroline Tensen, Trijntje Oosterhuis, Catherine Keyl, Hans Klok en Guusje Nederhorst. Ook bevat de dvd een aantal extra's waaronder een bonusaflevering met Darlene Conley als Sally Spectra en een tweetal livenummers.

### Pittige tijden deel 4:Aju met een du!
Op deze dvd staan aflevering met gastrollen van Sugar Lee Hooper, Danny de Munk, Rob de Nijs, Bassie & Adriaan, André Hazes, Marlayne, Gerard Joling en Katja Schuurman. Ook bevat de dvd een aantal extra's waaronder een popconcert door Carlo Boszhard en Irene Moors een de laatste aflevering van Pittige tijden.

## Eigen Youtubekanaal
Eind mei 2015 startte RTL voor Pittige Tijden een eigen YouTubekanaal. Hierbij werd destijds beweerd dat afleveringen van de serie op YouTube zouden verschijnen, maar in de praktijk werd er met regelmaat teruggegrepen op fragmenten afkomstig van de dvd's. Opvallend was dat afleveringen die al eerder geplaatst waren door een youtuber die deze van televisie had opgenomen door het kanaal werden overgeslagen. Samen met het gebruik van gehermonteerde en samengevoegde afleveringen van de dvd's kwamen daardoor uiteindelijk ongeveer 92 van de 99 afleveringen op het YouTubekanaal.

## Herkenningsmelodie
De herkenningsmelodie van Pittige Tijden werd gezongen door Carlo Boszhard en Irene Moors, geschreven door Carlo Boszhard en gecomponeerd door Mano Bakker. De titelsong haalde in maart 1997 de Nederlandse Top 40. De plaat stond er 8 weken in met een 14e plaats als hoogste positie.

## Trivia
- In eerste instantie zou de tekst in de tune "Pittige Tijden, het leven is een suikerspin" worden. Later is deze gewijzigd in "Het leven is een zure bom".
- Er is een aantal cd-singles van Pittige Tijden uitgebracht. De "Pittige Tijden House", "Soap Soap Wij Willen Soap" en "Metamorfosa" zijn op single uitgebracht.
- Bij het uitzenden van de eerste afleveringen werd een andere leader gebruikt, omdat er nog geen materiaal van Pittige Tijden was om in de leader te zetten.
- Er zijn in totaal drie leaders geweest. De eerste werd gemaakt in 1996, de tweede in 1997 en de derde in 1998.
- Het personage Jef is maar tweemaal te zien geweest.
- De muziek van de leader komt oorspronkelijk uit een Amerikaanse commercial voor een automerk, getiteld 'The right place and the right car'.
- De titel 'Pittige Tijden' is door Irene Moors bedacht.
- De twintigste aflevering van seizoen 1, met daarin Gerard Joling, is ingekort later nog herhaald. Hetzelfde geldt voor de zestiende aflevering van seizoen 2, met daarin Robert ten Brink.
- In veel afleveringen werd de Nationale Postcode Loterij ook belachelijk gemaakt. Zo was Arnie ambassadeur en had Jantje Smit een grote prijs in de Postcode Loterij gewonnen.
- Het logo van de serie was afgeleid van het logo van "Goede tijden, slechte tijden".